# Gibbula
Gibbula là một chi ốc biển nhỏ, là động vật thân mềm chân bụng sống ở biển nằm trong họ Trochidae, họ ốc đụn.

## Các loài
Các loài trong chi Gibbula gồm có.
- Gibbula adansonii  Payraudeau, 1826
- Gibbula adriatica Philippi, 1844
- Gibbula albida  Gmelin, 1791
- Gibbula ardens Von Salis, 179)
- Gibbula aurantia  [cần dẫn nguồn]
- Gibbula beckeri G.B. Sowerby III, 1901
- Gibbula benzi  [cần dẫn nguồn]
- Gibbula buchi  Harzhauser and Kowalke, 2002 (Dubois, 1831)
- Gibbula canaliculata
- Gibbula candei d'Orbigny, 1844
- Gibbula capensis Gmelin, 1791
- Gibbula cicer (Menke, 1844)
- Gibbula cineraria Linnaeus, 1758
- Gibbula clandestina Rolán & Templado, 2001
- Gibbula corallioides  Locard, 1898
- Gibbula corallinoides [cần dẫn nguồn]
- Gibbula dalli  Ihering, 1897
- Gibbula danieli  Crosse, 1862
- Gibbula delgadensis Nordsieck, 1982
- Gibbula deversa  Milaschewitsch, 1916
- Gibbula divaricata Linnaeus, 1758
- Gibbula drepanensis Brugnone, 1873
- Gibbula eikoae Tagaro & Dekker, 2006
- Gibbula fanulum  Gmelin, 1791
- Gibbula fulgens  [cần dẫn nguồn]
- Gibbula gorgonarum P. Fisher, 1883
- Gibbula guishanensis  Wen-Der Chen & I-Feng Fu, 2008
- Gibbula guttadauri Philippi, 1836
- Gibbula houarti Poppe, Tagaro & Dekker, 2006
- Gibbula insessa  [cần dẫn nguồn]
- Gibbula joubini Dautzenberg, 1910
- Gibbula leucophaea (Philippi, 1836)
- Gibbula maccullochi  Hedley, 1907
- Gibbula magus (Linnaeus, 1758)
- Gibbula massieri Rolán & Zettler, 2010
- Gibbula multicolor (Krauss, 1848)
- Gibbula nivosa  A. Adams, 1851
- Gibbula pennanti (Philippi, 1846)
- Gibbula phasianella  Deshayes, 1863
- Gibbula philberti (Récluz, C., 1843)
- Gibbula podolica  Harzhauser and Kowalke, 2002 (Dubois, 1831)
- Gibbula racketti Payraudeau, 1826
- Gibbula rarilineata Michaud, 1829
- Gibbula richardi [cần dẫn nguồn]
- Gibbula sari [cần dẫn nguồn]
- Gibbula sementis Rolán & Templado, 2001
- Gibbula senegalensis Menke, 1853
- Gibbula sepulchralis
- Gibbula spratti (Forbes, 1844)
- Gibbula spurca Gould, 1856
- Gibbula stoliczkana [cần dẫn nguồn]
- Gibbula taiwanensis Chen, 2006
- Gibbula tantilla Monterosato, 1890
- Gibbula tingitana Pallary, 1901
- Gibbula townsendi G.B. Sowerby III, 1859
- Gibbula tumida (Montagu, 1803)
- Gibbula turbinoides Deshayes, 1835
- Gibbula umbilicalis (da Costa, 1778), common on miền tây bờ biển của Vương quốc Anh và Ireland.
- Gibbula umbilicaris (Linnaeus, 1758)
- Gibbula varia (Linnaeus, 1758)
- Gibbula vanwalleghemi Poppe, G.T., S. Tagaro & H. Dekker, 2006
- Gibbula verdensis  Rolán & Templado, 2001
- Gibbula vimontiae Monterosato, 1884
- Gibbula zonata (Woods, 1828)

Các loài được đưa vào đồng nghĩa
- Gibbula declivis Forskål, 1775 : đồng nghĩa của Rubritrochus declivis (Forskål, 1775)
- Gibbula pantanellii Caramagna, 1888: đồng nghĩa của Monilea pantanellii (Caramagna, 1888)
- Gibbula pulcherrima A. Adams, 1855: đồng nghĩa của Rubritrochus pulcherrimus (A. Adams, 1855)

## Hình ảnh

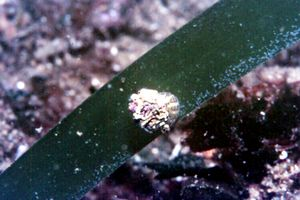
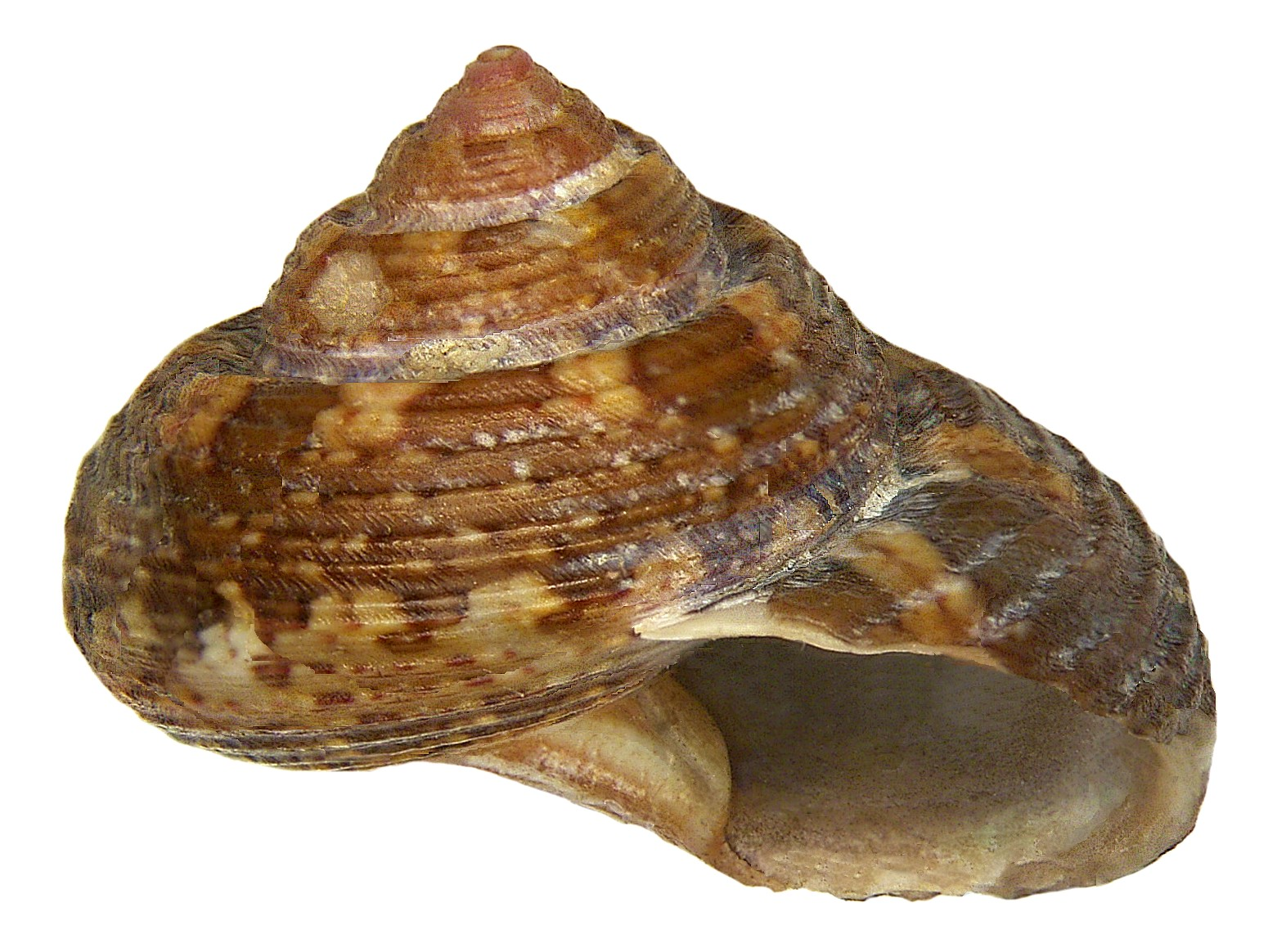